# الرابطة التونسية المحترفة لكرة القدم للسيدات 2020–21
الرابطة التونسية المحترفة لكرة القدم للسيدات 2020–21 هو الموسم 15 من بطولة الرابطة التونسية المحترفة لكرة القدم للسيدات. يلعب أفضل 14 ناديا تونسيا مقسمين على مجموعتين ضد بعضها البعض مرتين ذهابا وإيابا ويتأهل أصحاب المركز الأول والثاني من كل مجموعة إلى مرحلة التتويج. في نهاية الموسم ينزل آخر اثنين من الترتيب ويحل محلهما أفضل ناديين في الرابطة التونسية الثانية لكرة القدم للسيدات. نادي الجمعية الرياضية لبنك الإسكان هو حامل اللقب وخصومه الرئيسيين للفوز النهائي هم الجمعية الرياضية النسائية بالساحل و الاتحاد الرياضي التونسي.
فاز بهذا الموسم نادي الجمعية الرياضية النسائية بسوسة لأول مرة في تاريخه.

## الأندية المشاركة

### مجموعة الشمال
- الجمعية الرياضية لبنك الإسكان
- الجمعية الرياضية النسائية بسوسة
- الجمعية الرياضية النسائية بالساحل
- الاتحاد الرياضي التونسي
- الجمعية الرياضية النسائية بسبيبة
- الجمعية الرياضية النسائية ببوحجلة
- الجمعية الرياضية النسائية بسبيطلة

### مجموعة الجنوب
- الجمعية الرياضية النسائية بقفصة
- الجمعية الرياضية النسائية بمدنين
- المجد الرياضي بسيدي بوزيد
- الجمعية الرياضية النسائية بتبلبو قابس
- الجمعية الرياضية النسائية بفريانة
- الجوهرة الرياضية النسائية بصفاقس
- النور الرياضي بتطاوين

## روابط خارجية
- الموقع الرسمي للجامعة التونسية لكرة القدم.
- الرابطة التونسية المحترفة لكرة القدم للسيدات على موقع مؤسسة إحصاءات وثيقة لرياضة كرة القدم